# Caballo de Troya

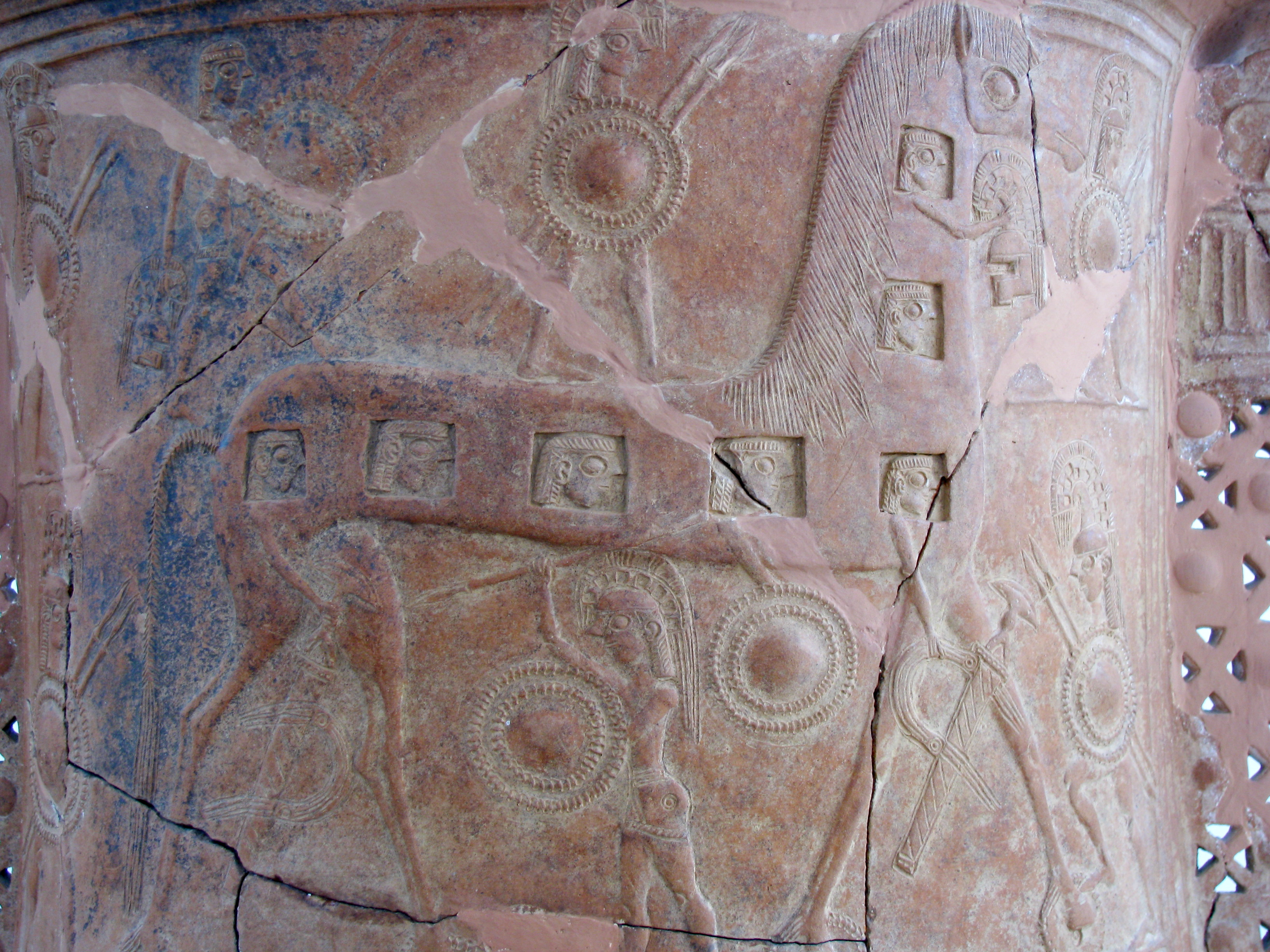
Detalle del Vaso de Mikonos (Museo Arqueológico de Mikonos, Grecia), del Se trata de una de las más antiguas representaciones del caballo de Troya.

El caballo de Troya fue un artilugio con forma de enorme caballo de madera que se menciona en la historia de la guerra de Troya y que según este relato fue usado por los aqueos como una estrategia para introducirse en la ciudad fortificada de Troya. Tomado por los troyanos como un signo de su victoria, el caballo fue llevado dentro de los gigantescos muros, sin saber que en su interior se ocultaban varios soldados enemigos. Durante la noche, los guerreros salieron del caballo, mataron a los centinelas y abrieron las puertas de la ciudad para permitir la entrada del ejército aqueo, lo que provocó la caída definitiva de Troya. La fuente más antigua que menciona el caballo de Troya, aunque de manera breve, es la Odisea de Homero. Posteriormente otros autores ofrecieron relatos más amplios del mito, entre los que destaca la narración que recoge la Eneida de Virgilio.
Por lo general, el caballo de Troya es considerado una creación mítica, pero también se ha debatido si realmente pudiera haber existido y fuera una máquina de guerra transfigurada por la fantasía de los cronistas. De cualquier manera, demostró ser un fértil motivo tanto literario como artístico, y desde la Antigüedad ha sido reproducido en innumerables poemas, novelas, pinturas, esculturas, monumentos, películas y otros medios, incluidos dibujos animados y juguetes. Asimismo, en épocas recientes se han hecho varias reconstrucciones hipotéticas del caballo. Aunado a ello, ha dado origen a dos expresiones idiomáticas: «caballo de Troya»; es decir, un engaño destructivo, y «presente griego», algo concebido como aparentemente agradable, pero que trae consigo consecuencias graves.

## Contexto

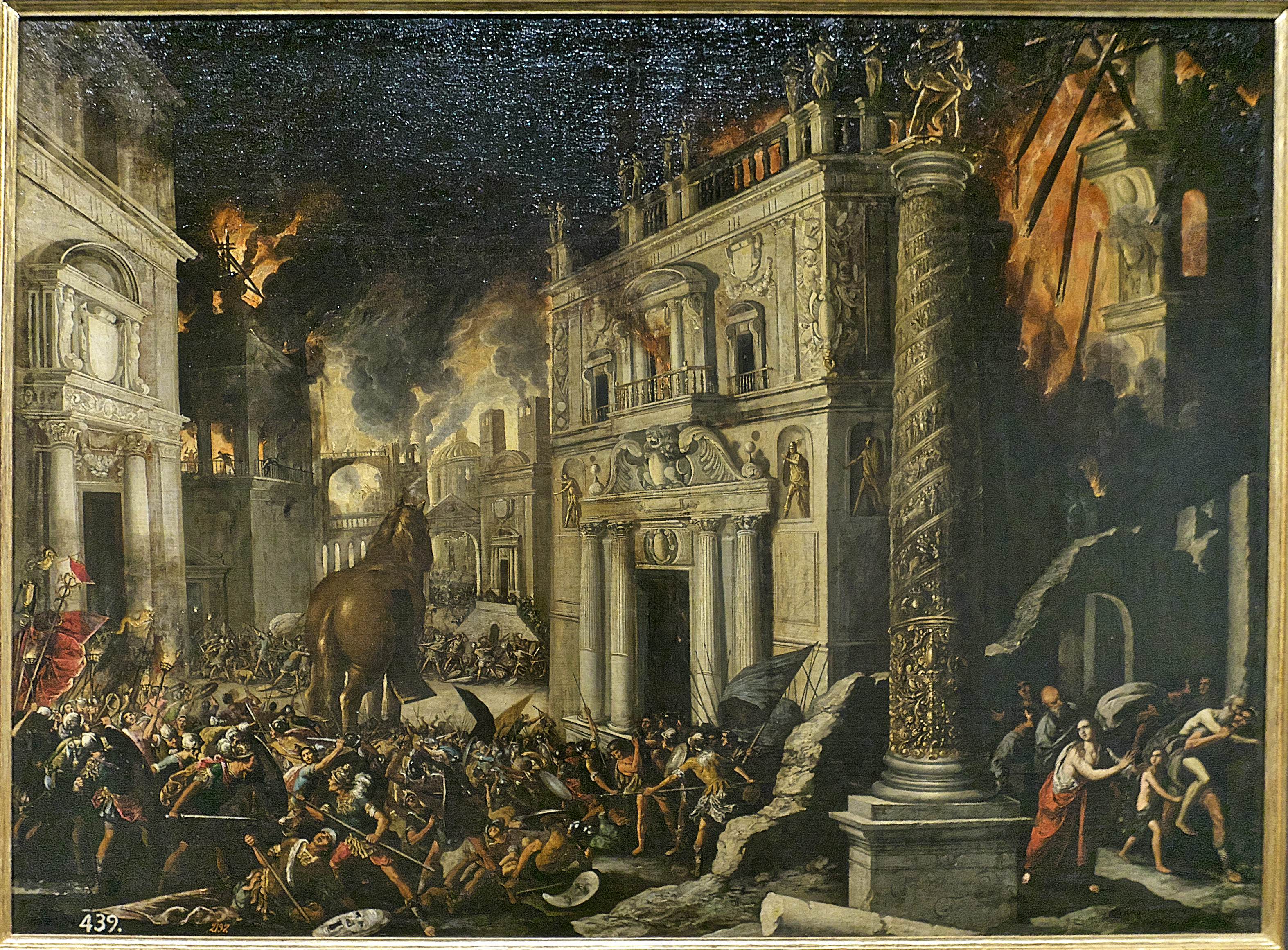
El incendio de Troya (Francisco Collantes).

La guerra de Troya fue descrita por primera vez en los poemas homéricos y desde entonces ha sido contada por otros autores, antiguos y modernos, quienes han introducido variaciones y expandido la historia, pero el resumen del episodio del caballo es el siguiente:
La guerra duraba más de nueve años cuando el más destacado guerrero griego, Aquiles, había caído muerto en combate. A pesar de haber cumplido las condiciones impuestas por los oráculos para la toma de la ciudad —traer a Neoptólemo, hijo de Aquiles, traer los huesos de Pélope y robar el Paladio—, los griegos no conseguían atravesar los muros de Troya.
En esta tesitura, el adivino Calcante observó una paloma perseguida por un halcón. La paloma se refugió en una grieta y el halcón permanecía cerca del hueco, pero sin poder atrapar a la paloma. El halcón entonces decidió fingir retirarse y se escondió fuera de la mirada de la paloma, quien poco a poco asomó la cabeza para cerciorarse de que el cazador había desistido, pero entonces el halcón salió del escondite y culminó la cacería. Después de narrar esta visión, Calcante dedujo que no deberían seguir tratando de asaltar las murallas de Troya por la fuerza, sino que tendrían que idear una estratagema para tomar la ciudad. Después de ello, Odiseo concibió el plan de construir un caballo y ocultar dentro a los mejores guerreros. En otras versiones, el plan fue instigado por Atenea y también existe una tradición que señala que Prilis, un adivino de la isla de Lesbos, hijo de Hermes, profetizó que Troya solo podría ser tomada con ayuda de un caballo de madera.
Bajo las instrucciones de Odiseo de Atenea, el caballo fue construido por Epeo el focidio, el mejor carpintero del campamento.
Tenía una escotilla escondida en el flanco derecho y en el izquierdo tenía grabada la frase: «Con la agradecida esperanza de un retorno seguro a sus casas después de una ausencia de nueve años, los griegos dedican esta ofrenda a Atenea». Los troyanos, grandes creyentes en los dioses, cayeron en el engaño. Lo aceptaron para ofrendarlo a los dioses, ignorando que era un ardid de los griegos para traspasar sus murallas puesto que en su interior se escondía un selecto grupo de soldados. El caballo era de tal tamaño que los troyanos tuvieron que derribar parte de los muros de su ciudad. Una vez introducido el caballo en Troya, mientras los troyanos festejaban por su derrota, los soldados ocultos en él abrieron las puertas de la ciudad, tras lo cual la fuerza invasora entró y la destruyó.

## Fuentes literarias

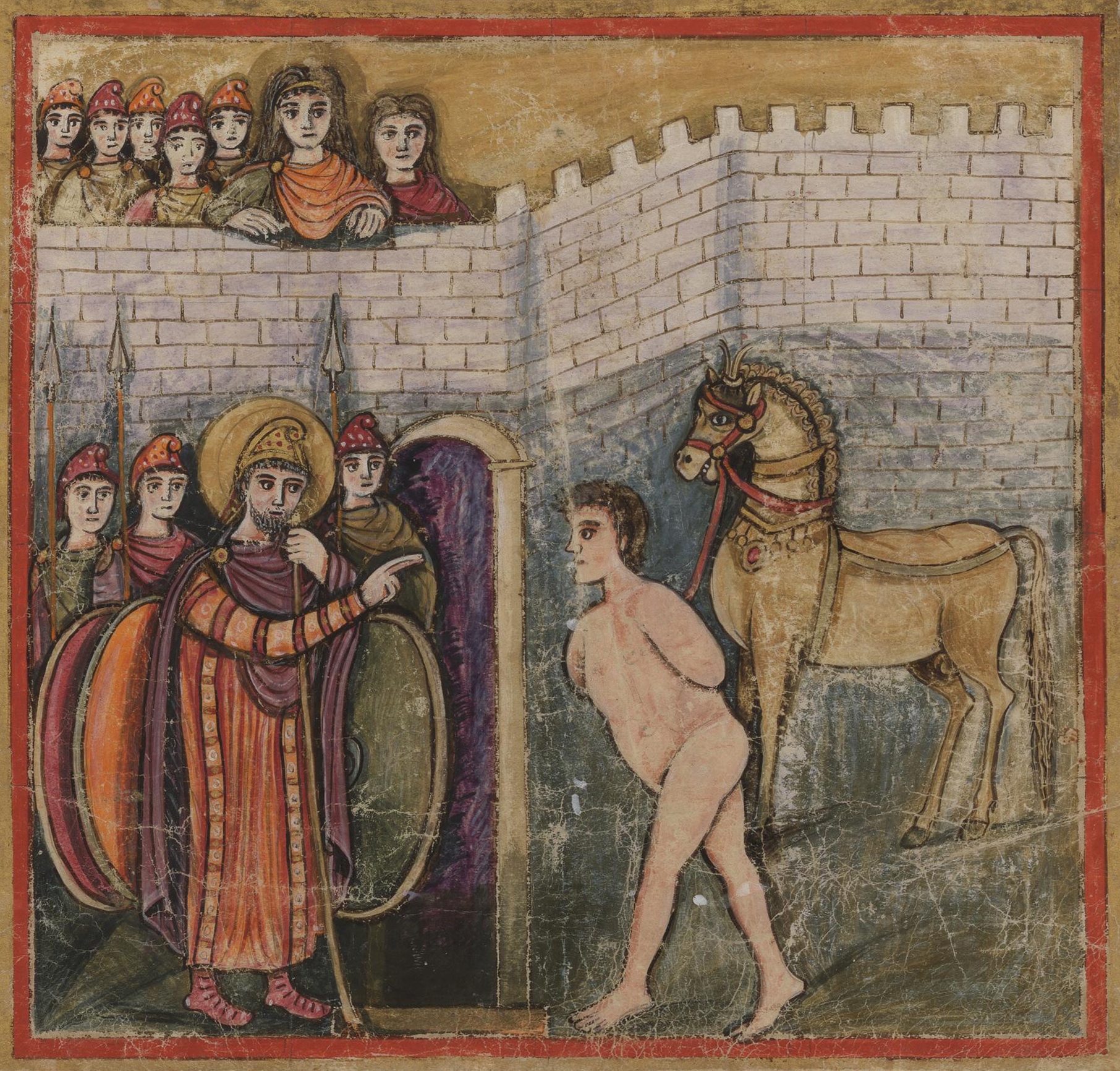
Sinón es llevado ante Príamo, grabado en el Vergilius Romanus.

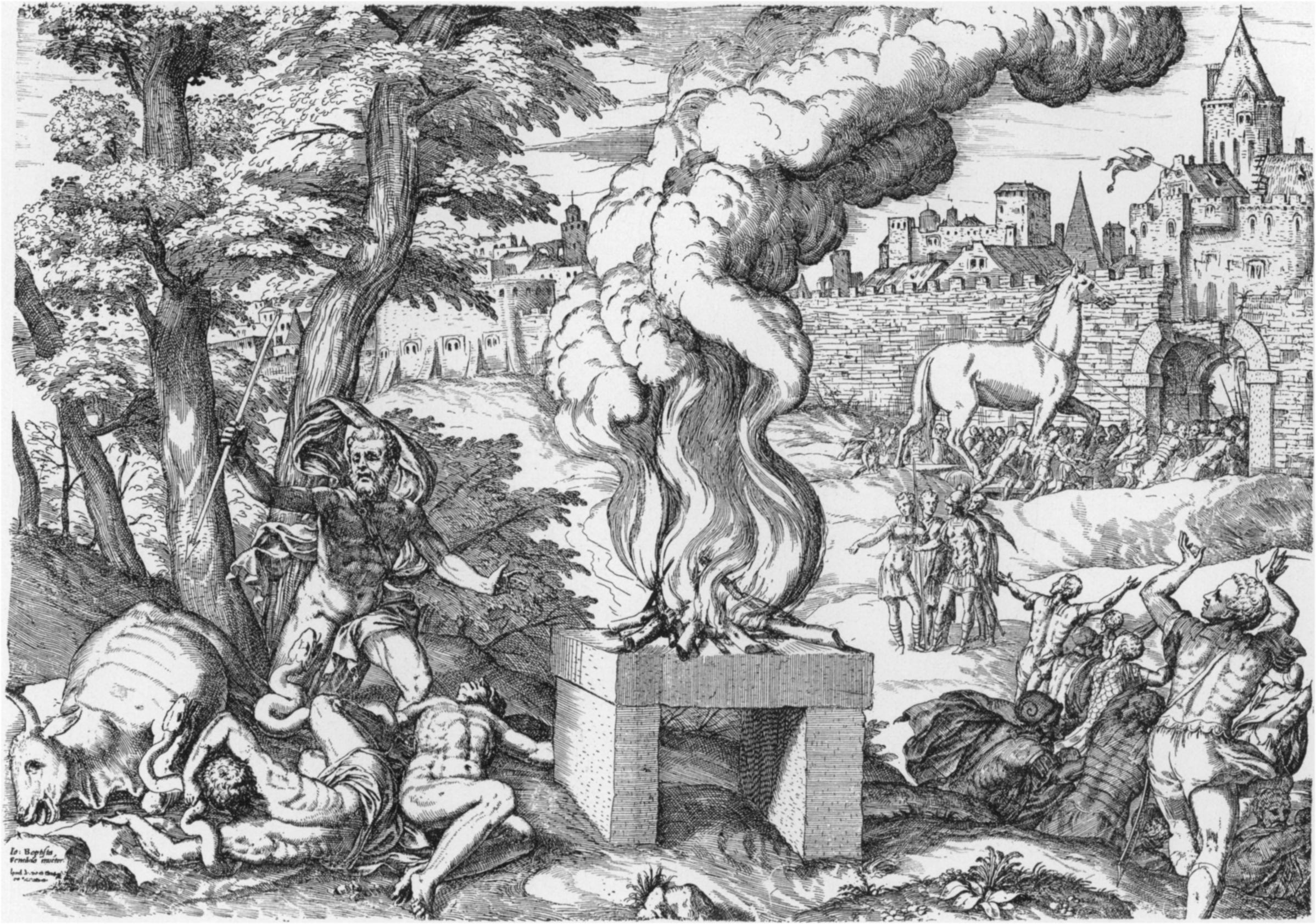
Grabado de Giovanni Battista Fontana donde se observa a Laocoonte y sus hijos siendo devorados por las serpientes. Al fondo, se observa cómo el caballo es llevado dentro de la ciudad.

## Hombres escondidos dentro del caballo

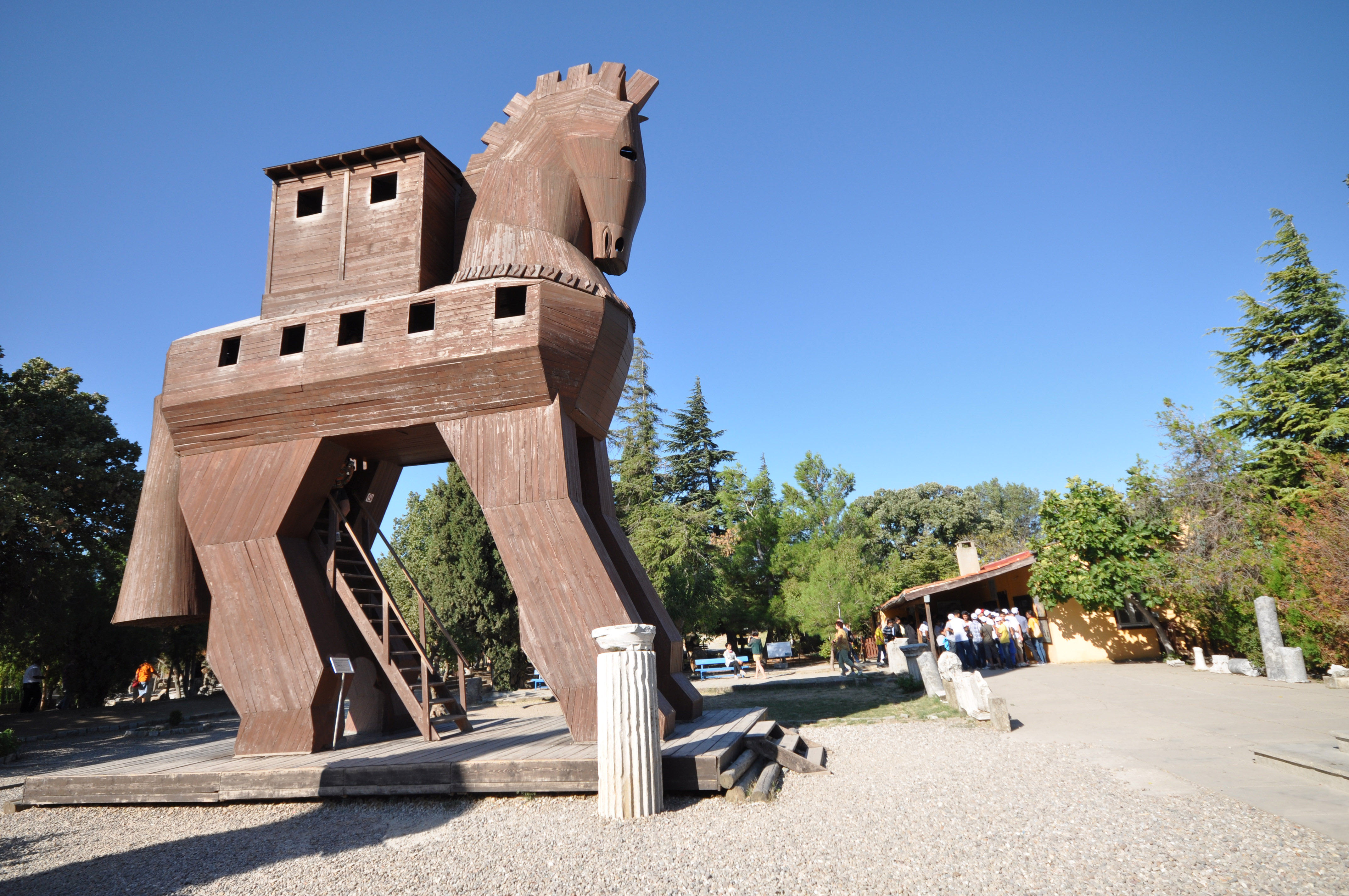
Monumento de madera del Caballo de Troya en las ruinas de la ciudad histórica de Troya, Turquía.

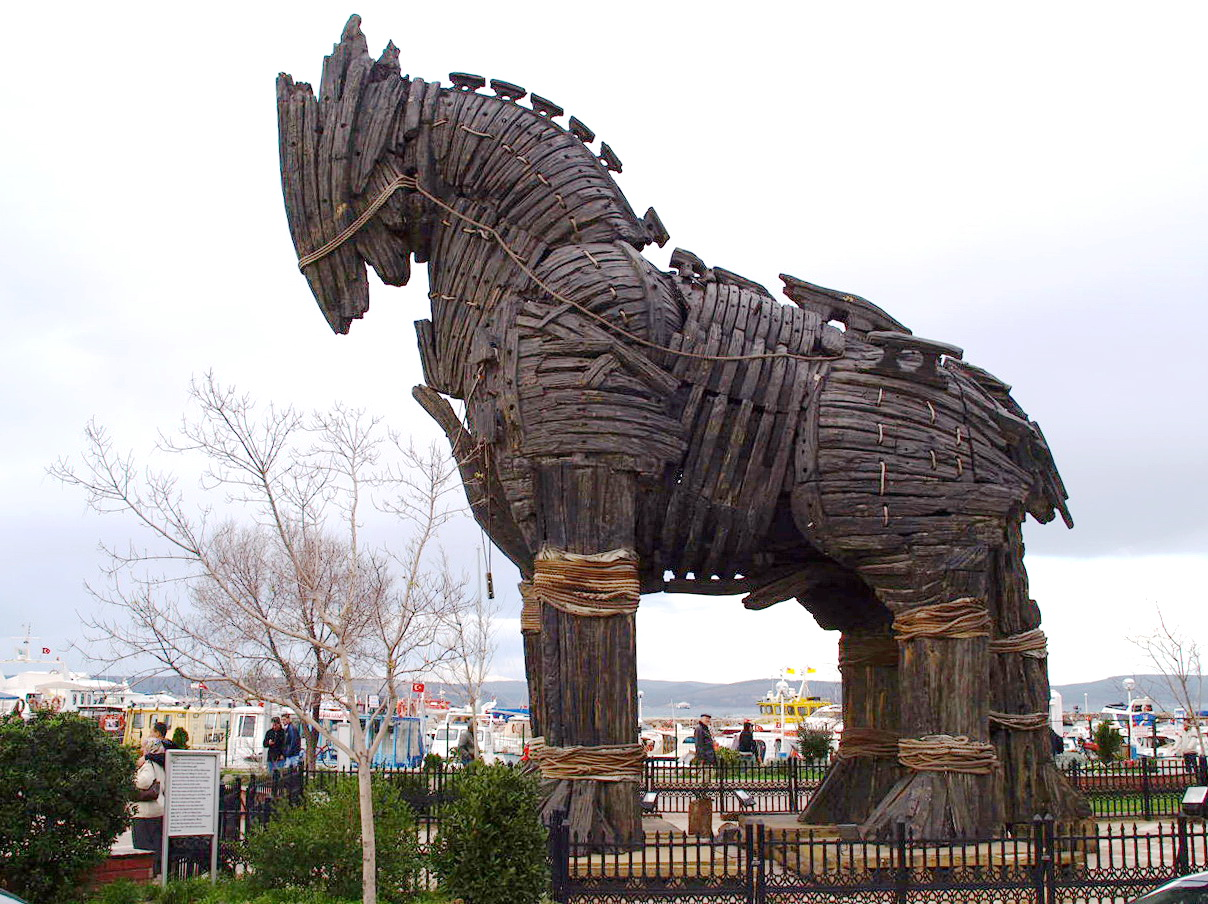
Caballo de Troya que se empleó en la película, regalado por Warner Bros. a la ciudad de Çanakkale, Turquía.

## Iconografía y cultura popular

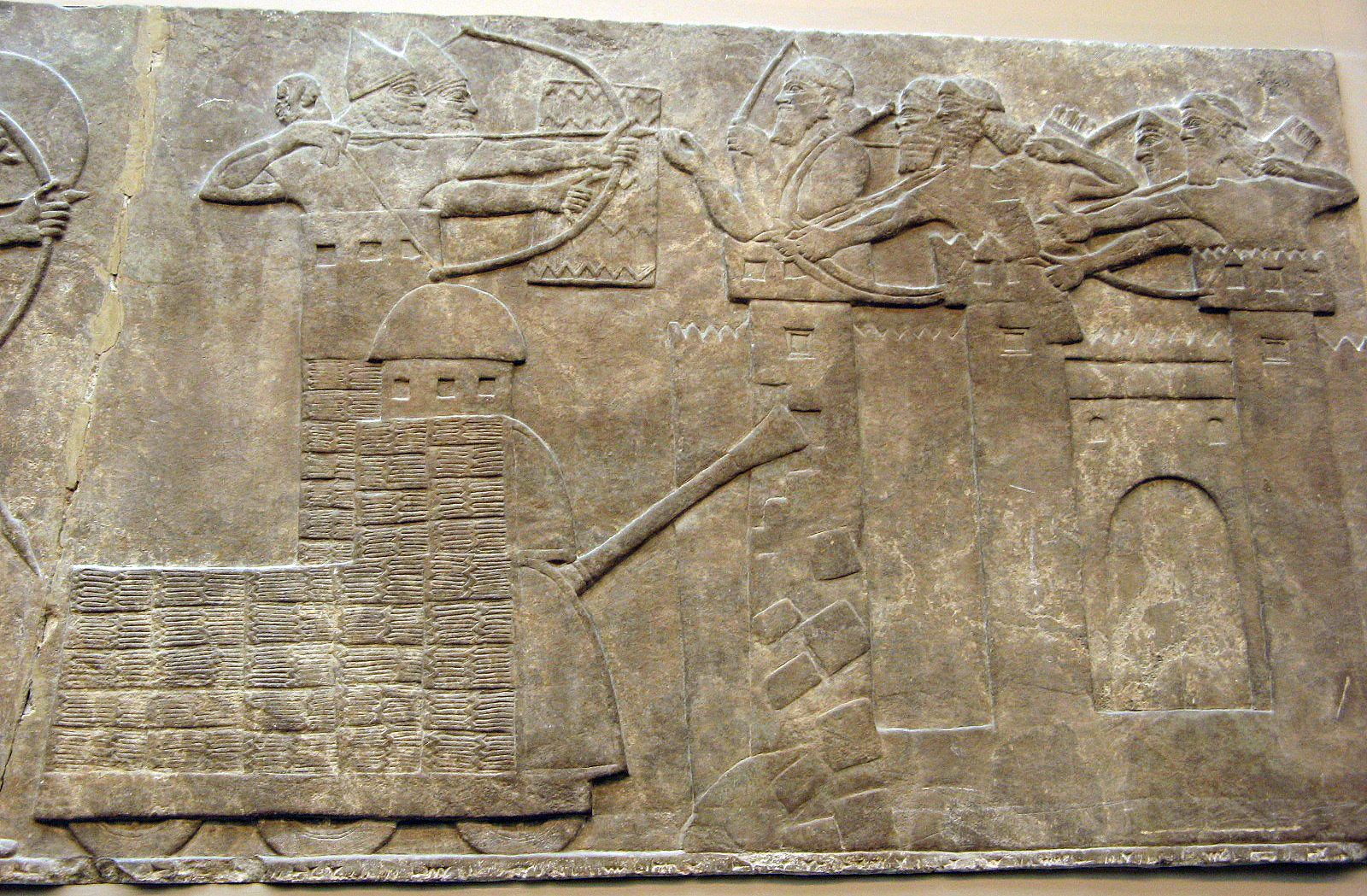
Relieve asirio que representa una máquina de guerra asediando una ciudad amurallada, 865-860 a. C.

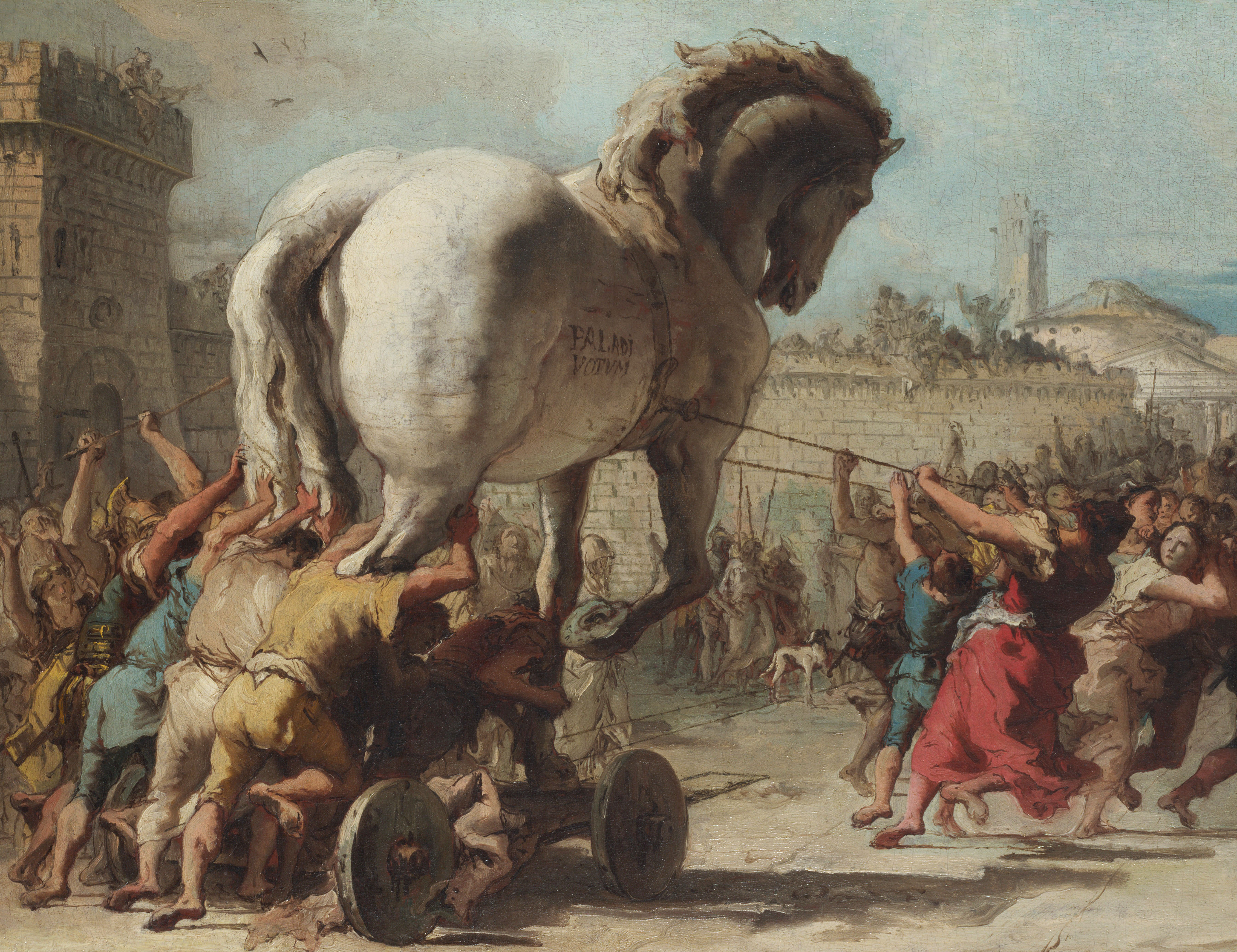
La entrada del caballo en Troya, pintura de Giovanni Domenico Tiepolo, 1773. Galería Nacional de Londres.